# Éducation à Chicago

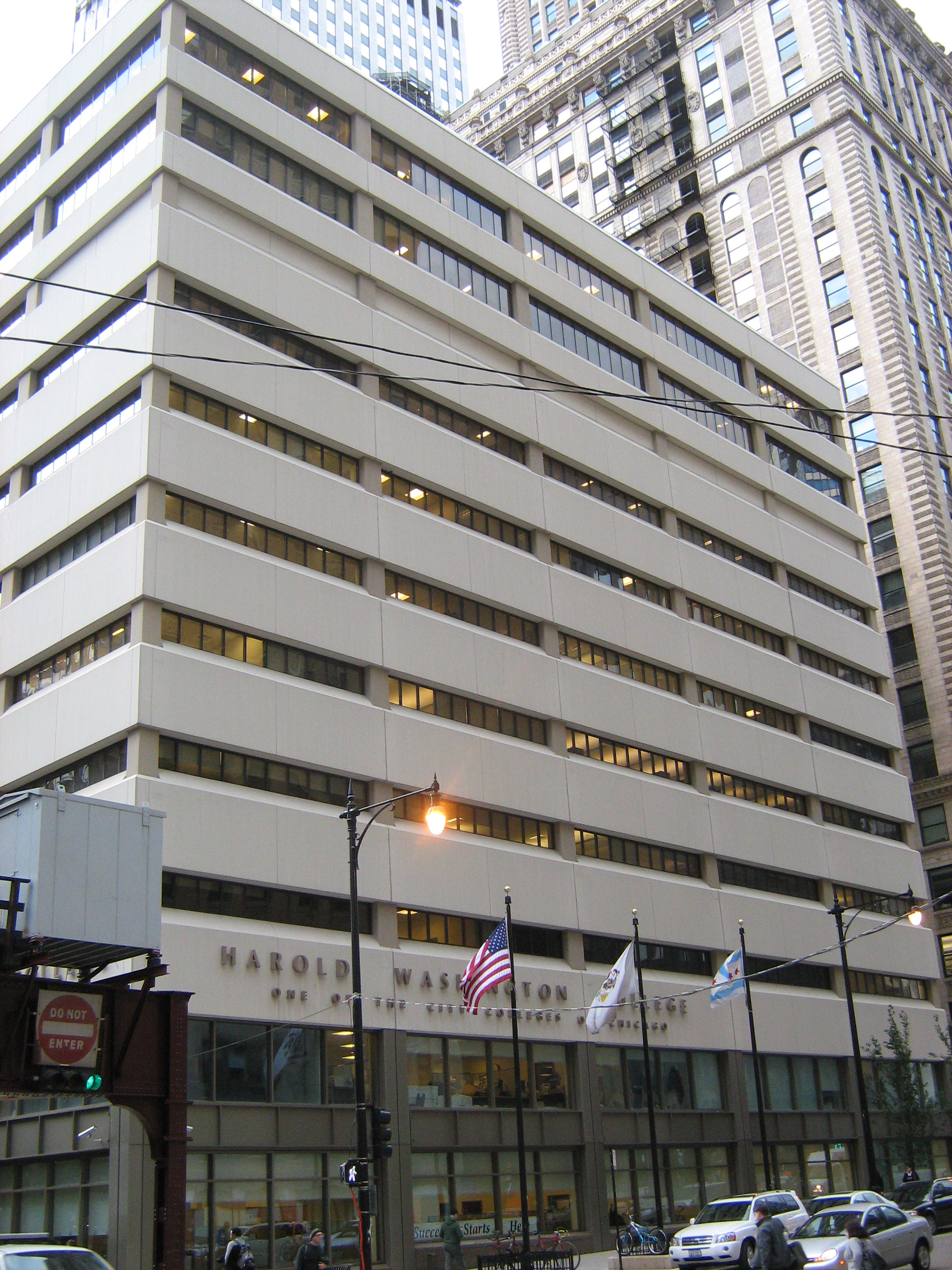
Le Harold Washington College.

Cet article concerne l'éducation à Chicago. Le système éducatif de la ville de Chicago, dans l'État de l'Illinois, aux États-Unis, est vaste car il fait partie des plus grands organismes scolaires d'Amérique du Nord. Il comprend de très nombreuses écoles publiques primaires et secondaires, des écoles privées, des écoles spécialisées et plusieurs universités, dont certaines comptent parmi les plus prestigieuses du pays. Avec près de 397 000 étudiants inscrits, Chicago renferme dans ses limites communales le troisième plus grand district scolaire municipal aux États-Unis, connu comme étant le Chicago Public Schools (CPS).

## Écoles primaires et secondaires

### Chicago Public Schools
Le Chicago Public Schools, connu sous l'acronyme « CPS » par les résidents locaux et les politiciens et officiellement classé comme "City of Chicago School District #299" pour des raisons de financement et de découpage territorial, est un district scolaire qui gère plus de 600 écoles publiques primaires et secondaires à l'intérieur de la ville de Chicago. Le Chicago Public Schools est actuellement le troisième plus grand district scolaire aux États-Unis, avec environ 396 683 étudiants inscrits (chiffres 2015) et est dirigé par le Chief executive officer (CEO) Ron Huberman. 
Comme d'autres districts scolaires urbains du pays, le Chicago Public Schools connaît des problèmes d'effectifs, de manque de moyens financiers et de difficultés de gestion. En 1987, le Secrétaire d'État à l'éducation William Bennett déclare que le Chicago Public Schools est le pire de la nation (worst in the nation). Depuis, plusieurs réformes ont été mises en œuvre afin d'améliorer cette situation : création d'un système de conseils (Local School Councils), d'écoles à charte (Charter Schools), etc. Les établissements les plus obsolètes sont rasés, tandis que les autres sont agrandis et/ou rénovés, et de nouvelles écoles sont construites.
Le CPS est un vaste organisme dont la mission est la gestion des écoles primaires et secondaires situées dans les limites de la ville de Chicago. Ce système est le deuxième employeur en importance à Chicago avec environ 37 622 employés (2015).

### Écoles publiques et privées

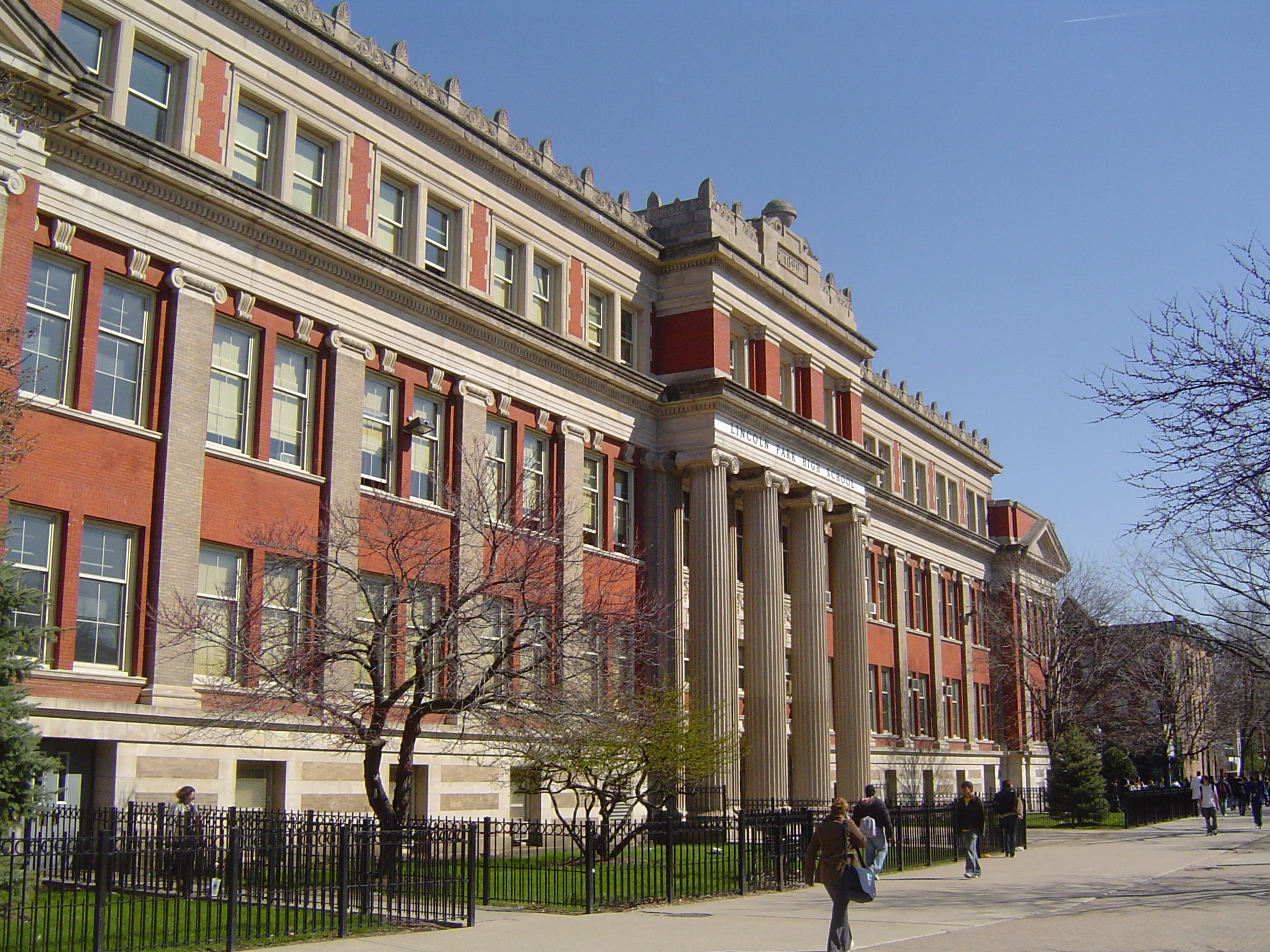
La Lincoln Park High School.

Il y a 675 écoles publiques, 394 écoles privées, 83 collèges, et 88 bibliothèques dans la ville de Chicago. Le Chicago Public Schools (CPS) est l'organe directeur du district scolaire qui comprend plus de 600 écoles publiques primaires et secondaires dans toute la ville, dont plusieurs écoles comprenant une sélection d'admission. Il y a 9 écoles d'inscription sélective élevée dans les écoles publiques de Chicago. Elles sont conçues pour répondre aux besoins des élèves dont le niveau scolaire est plus avancé que la moyenne. Les écoles sélectives offrent un programme scolaire rigoureux et surtout proposent un programme spécifique et avancé (en anglais : Advanced Placement).
Le Northside College Preparatory High School est classé numéro un dans la ville de Chicago. Whitney Young M. Magnet High School est classée numéro deux. Le classement des écoles secondaires de la ville est déterminé par les résultats moyens aux tests de l'État. Le district, avec un effectif dépassant 400 000 étudiants (statistiques de 2005) se classe au troisième rang aux États-Unis.

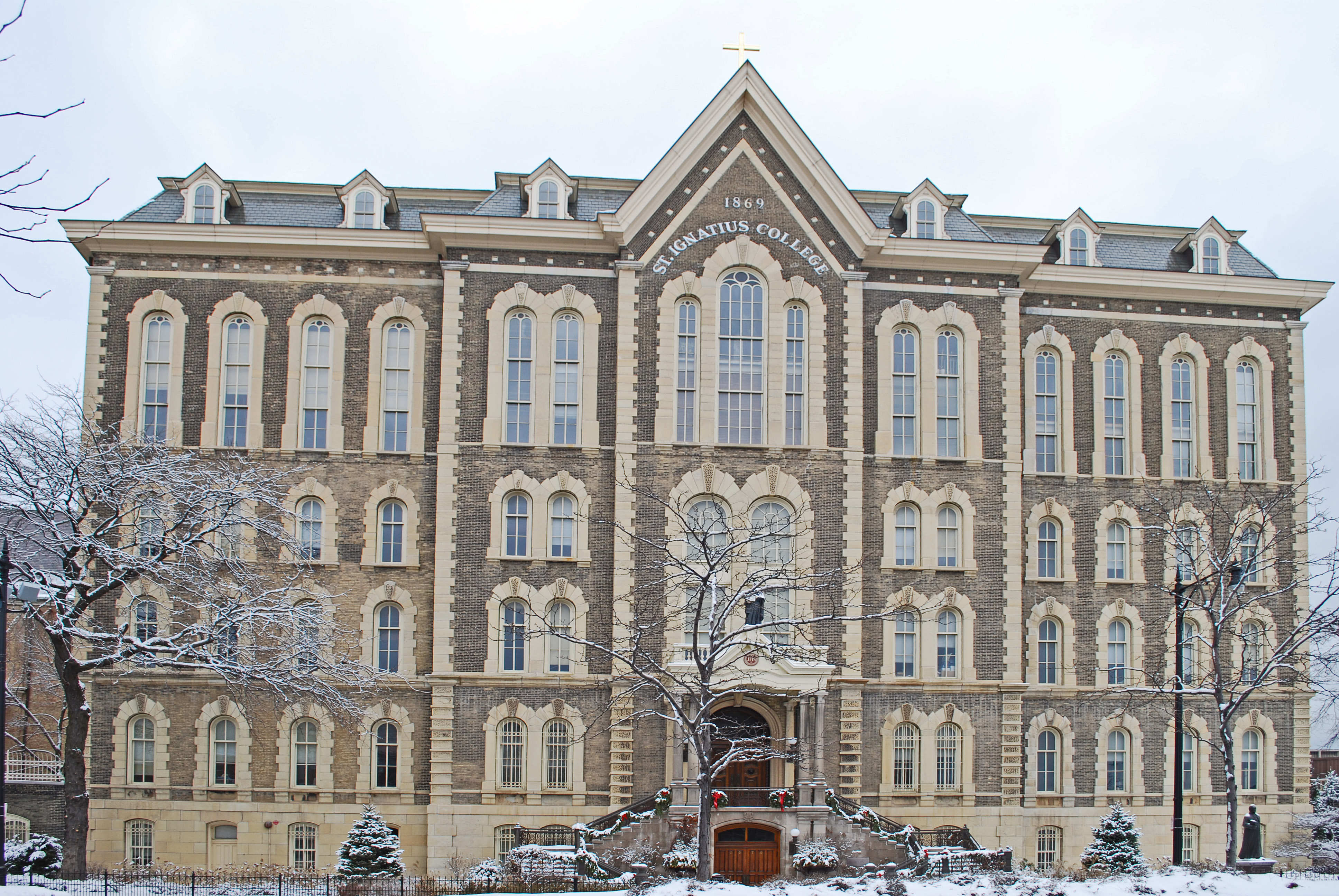
La St. Ignatius School.

Les écoles privées de Chicago sont en grande partie gérées par des groupes religieux, avec les deux plus grands systèmes en cours dans les écoles catholiques et luthériennes. L'Archidiocèse de Chicago gère les écoles catholiques de la ville, y compris les écoles préparatoires jésuites. Certaines des écoles catholiques les plus connues sont: De La Salle Institute, Gordon Technical High School, Cristo Rey Jesuit High School, Brother Rice High School, St. Ignatius College Preparatory School, St. Scholastica Academy, Mount Carmel High School, Mother McAuley Liberal Arts High School, Marist High School, St. Patrick High School et Resurrection High School. En plus des 32 écoles luthériennes de Chicago, il y a aussi plusieurs écoles privées gérées par d'autres confessions et religions, comme la Ida Crown Jewish Academy, dans le secteur de West Ridge. En outre, un certain nombre d'écoles privées sont gérées dans un environnement d'enseignement complètement laïque, telles que la Latin School of Chicago, l'University of Chicago Laboratory Schools, dans le secteur de Hyde Park, le Francis W. Parker School, le Chicago City Day School dans le secteur de Lakeview, l'école de Feltre dans le secteur de Near North Side, et la Morgan Park Academy dans le secteur de Morgan Park.
La ville de Chicago se compose également de plusieurs collèges communautaires multiples, comprenant les sept City Colleges of Chicago, dont le Richard J. Daley College, le Kennedy–King College, le X College, le Olive–Harvey College, le Harry S Truman College, le Harold Washington College et le Wilbur Wright College.

## Enseignement supérieur

### Universités et grandes écoles

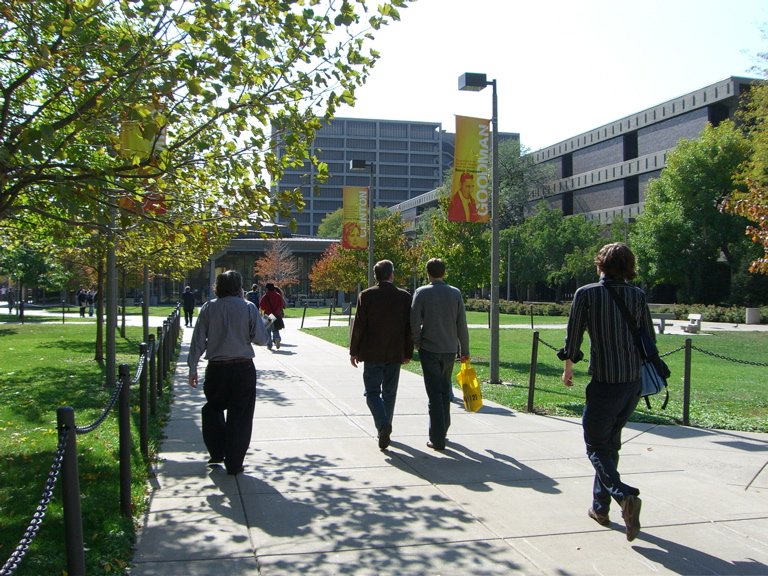
Le East Campus de l'université de l'Illinois à Chicago.

Depuis les années 1850, la ville de Chicago est au premier plan mondial pour l'enseignement supérieur et la recherche et compte certaines des universités les plus prestigieuses des États-Unis. Ces institutions se trouvent dans la ville de Chicago proprement dite et possèdent des campus et des annexes dans ses environs immédiats. Elles se classent aujourd'hui parmi les meilleures universités aux États-Unis, tel que déterminé par le magazine U.S. News & World Report.
Trois universités de haut niveau se trouvent dans la ville de Chicago : l'université de Chicago, l'université Northwestern et l'université de l'Illinois à Chicago. Les autres universités prestigieuses sont l'Institut de technologie de l'Illinois, l'université Loyola de Chicago et l'université DePaul. Les autres universités notables incluent l'université d'État de Chicago, l'École de l'Art Institute of Chicago, l'Illinois Institute of Art - Chicago East–West University, la National–Louis University, l'université North Park, l'université Northeastern Illinois, le Columbia College of Chicago, l'université Robert Morris, l'université Roosevelt, l'université Saint Xavier, l'université Dominican et l'université Rush. L'université Rush est un établissement d'enseignement supérieur privé fondé en 1972 qui comprend une école de médecine (Rush Medical College), d'infirmières (Rush University College of Nursing), de sciences médicales (Rush University College of Health Sciences) ainsi qu'un college (The Graduate College of Rush University) ; Aujourd'hui, elle compte environ 2 000 étudiants.

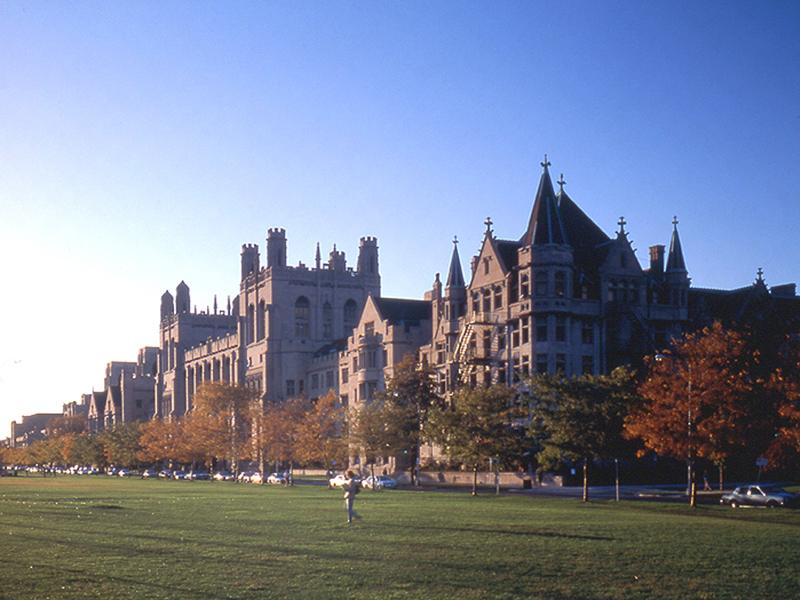
L'université de Chicago depuis le Midway Plaisance.

Fondée en 1890 par le philanthrope John D. Rockefeller, l'université de Chicago ouvre ses portes dans le secteur de Hyde Park et donne ses premiers cours le 1er octobre 1892. Elle fut l'une des premières universités américaines conçues comme combinaison de la formule américaine de l'université des arts libéraux et de la formule allemande de l'université de recherche. Affiliée avec 85 lauréats du prix Nobel, l'université de Chicago est actuellement considérée comme l'une des meilleures institutions de recherche du monde,. Elle a donné naissance à quatre écoles de pensée dont l'École de Chicago en architecture et urbanisme, l'École de Chicago en sociologie, l'École de Chicago en critique littéraire et l'École de Chicago en économie. William Rainey Harper, le premier président de l'université de Chicago a contribué à la création du concept de Junior College, un établissement de proximité dont le Joliet Junior College, créé en 1901, fut le premier à voir le jour aux États-Unis. Elle possède également l'une des bibliothèques universitaires les plus importantes des États-Unis : la bibliothèque de l'Université de Chicago, qui comprenait 11,6 millions de volumes imprimés et numériques en 2016. Aujourd'hui, l'université de Chicago compte 16 016 étudiants.
Fondé en 1940 à Chicago, l'Institut de technologie de l'Illinois (Illinois Institute of Technology ou IIT) possède cinq campus dont le principal se situe dans le quartier de Bronzeville ; il propose des programmes renommés en ingénierie et en architecture, et s'enorgueillit d'avoir accueilli le célèbre architecte Ludwig Mies van der Rohe pendant de nombreuses années ; en effet, l'architecte est en grande partie responsable du campus principal de l'Institut qui s'étale sur une superficie de 50 hectares. Le Vandercook College of Music et le Shimer College partagent le même campus que l'Institut de technologie de l'Illinois. Il est membre du groupe Association of Independent Technological Universities, qui regroupe notamment le Massachusetts Institute of Technology (MIT) et le California Institute of Technology (Caltech).

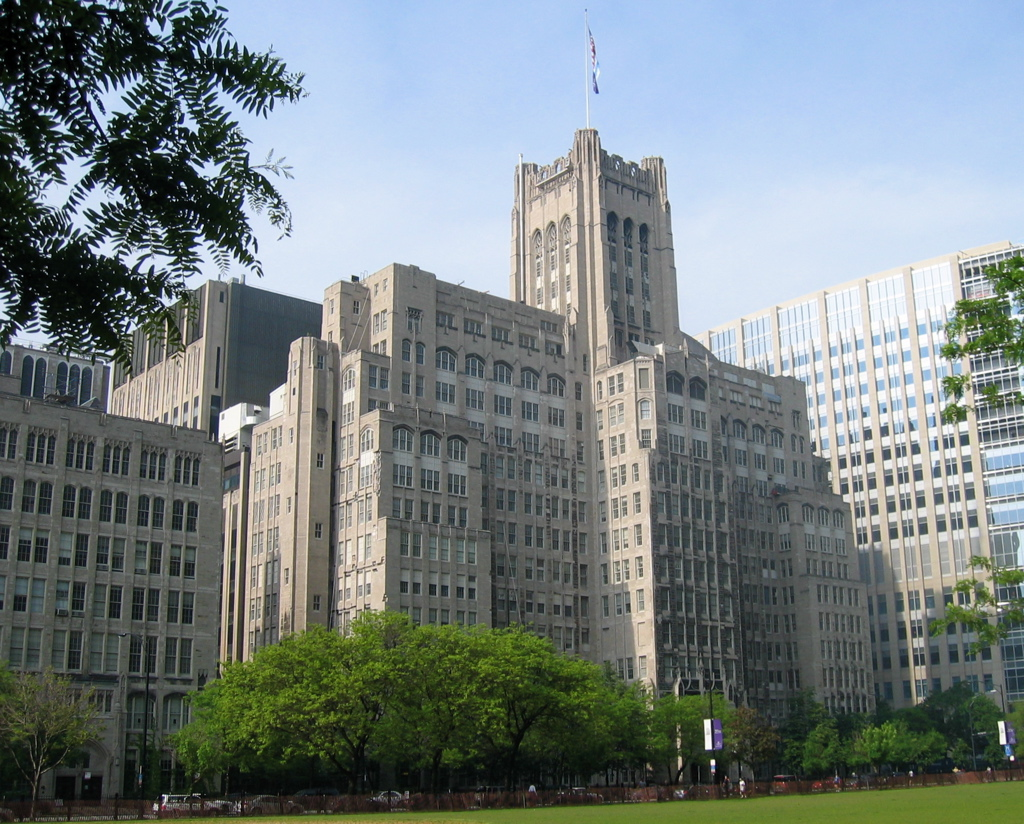
Le Ward Building de l'université Northwestern, sur le campus de Chicago.

L'université Northwestern dispose d'un campus de 97 hectares dans la ville d'Evanston, en bordure du lac Michigan. L'enseignement professionnel est localisé à Chicago, dans un campus de 10 hectares à proximité d'une des plus prestigieuses avenues de Chicago, la Michigan Avenue (surnommée The Magnificent Mile) au cœur même de la ville de Chicago. Elle compte près de 21 208 étudiants répartis sur les deux campus. L'université a été fondée en 1851 par des méthodistes et ouverte en 1855. Son nom traduit le désir de ses fondateurs d'être au service des citoyens habitant le « territoire du nord-ouest », récemment acquis par les États-Unis. En 1948, l’éminent anthropologue Melville J. Herskovits fonda le Programme d’études africaines de l’université qui fut le premier programme du genre aux États-Unis. 11 lauréats du prix Nobel et 38 lauréats du prix Pulitzer sont affiliés à l'université,. L'université possède huit bibliothèques dont cinq sur le campus d’Evanston et trois sur le campus de Chicago. Les bibliothèques possèdent au total plus de 4,6 millions de volumes. 
L'université North Park, affiliée à l'Evangelical Covenant Church, se trouve dans le secteur de North Park. Fondée en 1891, elle se trouve au 3225 W. Foster Avenue et compte approximativement 3 200 étudiants. 
Le Lycée français de Chicago, établissement privé à but non lucratif appartenant au réseau scolaire français, est créé en 1995. Son enseignement, conforme à celui de l'Éducation nationale française, est dispensé en deux langues, français et anglais,. Il se trouve dans le secteur de Lincoln Square et accueille environ 600 élèves, de la maternelle à la terminale.

## Autres écoles

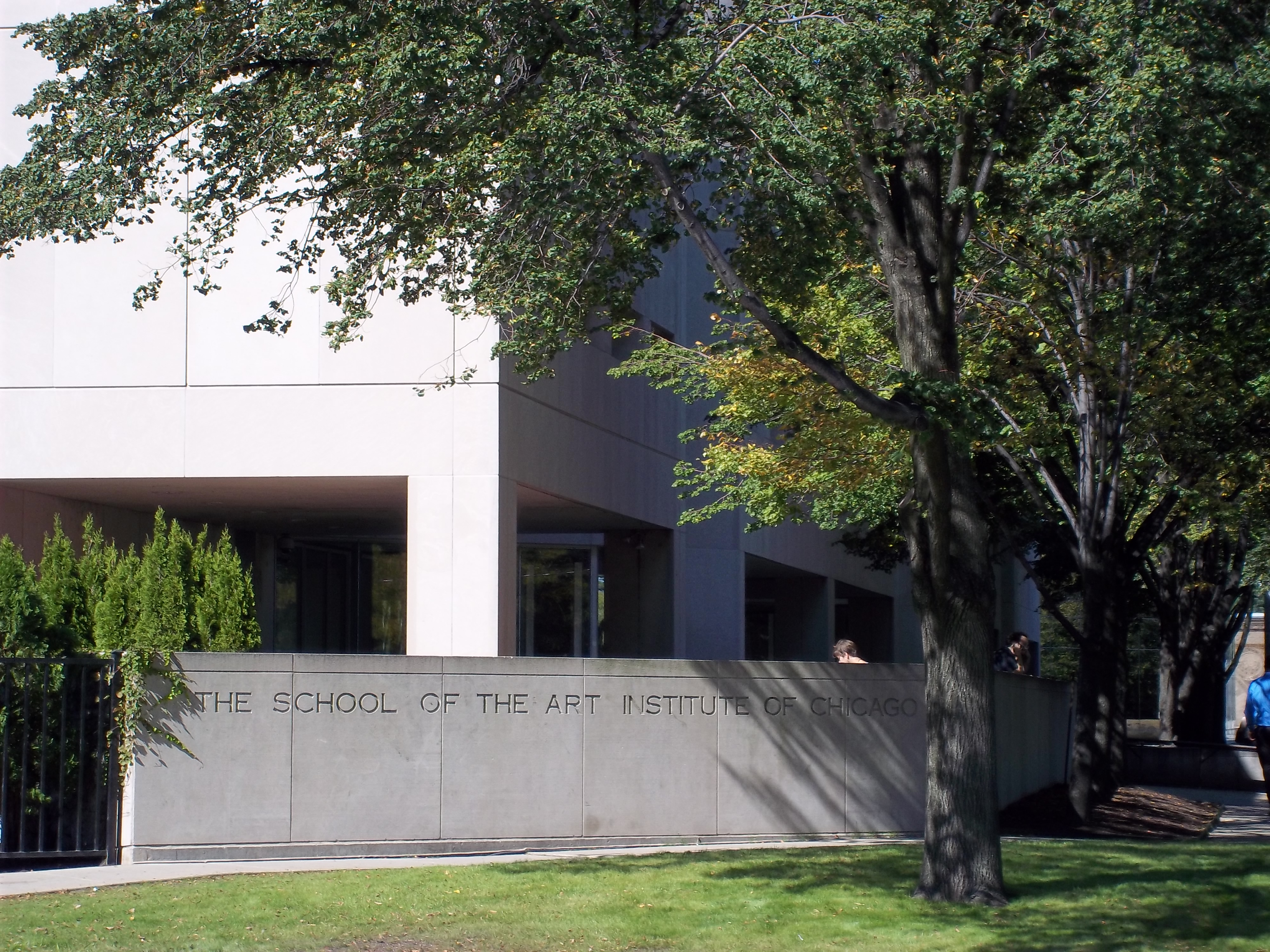
L'École de l'Art Institute of Chicago.

La région de Chicago compte 12 écoles de théologie accréditées, qui représentent les catholiques et la plupart des courants protestants. Le Chicago Theological Seminary (en) est la plus ancienne institution d'enseignement supérieur de la ville. Ses séminaires font partie d'un consortium connu sous le nom d'Association of Chicago Theological Schools (ACTS). Le Moody Bible Institute, l'un des instituts théologiques les plus prestigieux de la ville se situe non loin de Downtown Chicago.
La ville possède des écoles supérieures d'arts appliqués et des écoles supérieures d'art et design ; en effet, les écoles d'arts sont nombreuses à Chicago : l'École de l'Art Institute of Chicago (School of the Art Institute of Chicago) et l'American Academy of Art par exemple sont reconnues pour la qualité de leurs programmes et enseignent les Beaux-Arts. La ville de Chicago accueille aussi la Chicago Academy for the Arts, une école secondaire axée sur six catégories différentes d'art, telles que les arts médiatiques, les arts visuels, la musique, la danse, la comédie musicale et le théâtre. L'Illinois Institute of Art Chicago l'est pour ses programmes d'art appliqué. Le Columbia College Chicago est spécialisé dans la communication et les arts du spectacle, le Harrington College of Design pour le design.
La ville de Chicago proprement dite possède également une grande concentration d'écoles doctorales, de séminaires et d'écoles théologiques tels que la Adler School of Professional Psychology, la Chicago School of Professional Psychology, la Catholic Theological Union, le Moody Bible Institute et la University of Chicago Divinity School.

## Bibliothèques

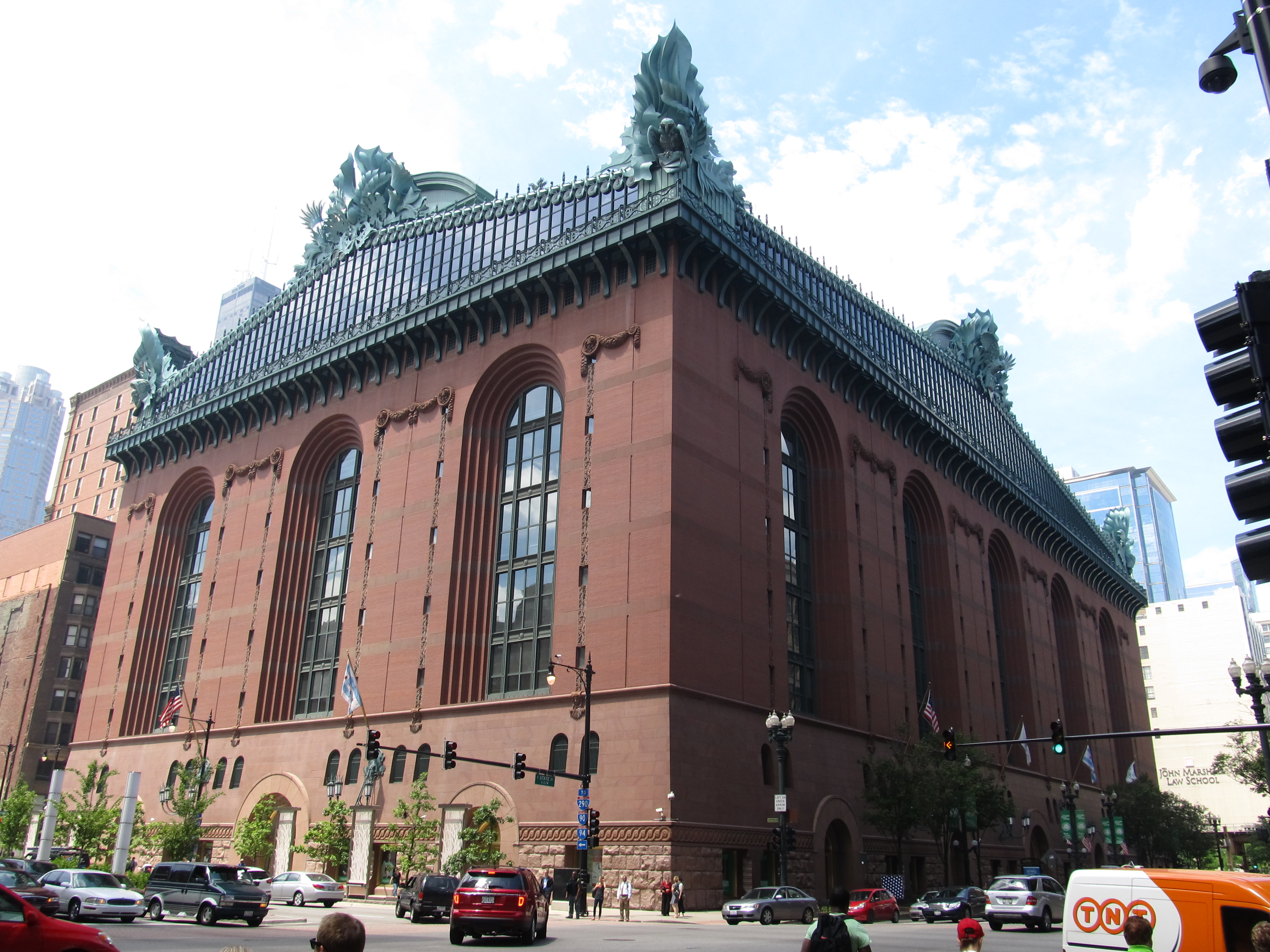
La Harold Washington Library.

La Chicago Public Library (CPL) est un réseau de bibliothèques publiques qui sert l'ensemble du territoire de la ville de Chicago. 
Avec pas moins de 10 745 608 volumes, il est le plus grand système de bibliothèque de la région du Midwest des États-Unis et l'un des plus grands systèmes de bibliothèques publiques aux États-Unis, après la Bibliothèque du Congrès, la New York Public Library et la Bibliothèque publique de Boston.
La Chicago Public Library se compose de 79 branches dont la bibliothèque centrale (Harold Washington Library), deux bibliothèques régionales (Conrad Sulzer Regional Library et Carter G. Woodson Regional Library), et 76 autres branches réparties dans toute la ville.
La Chicago Public Library donne accès à un large choix de bases de données, dont la plupart sont également disponibles pour une utilisation à la maison ou tout autre endroit à distance avec une carte abonnement de la Chicago Public Library.